# Cleptometopus simillimus
Cleptometopus simillimus là một loài bọ cánh cứng trong họ Cerambycidae.